# Tellina nuculoides
Tellina nuculoides — вид морських двостулкових молюсків ряду венероїдних (Veneroida). Поширений на сході Тихого океану від Аляски до Нижньої Каліфорнії. Мешкає на глибині від 0 до 100 метрів у піску та мулі, висовуючи назовні лише сифон. Тіло завдовжки до 2 см.